# Gåsberget

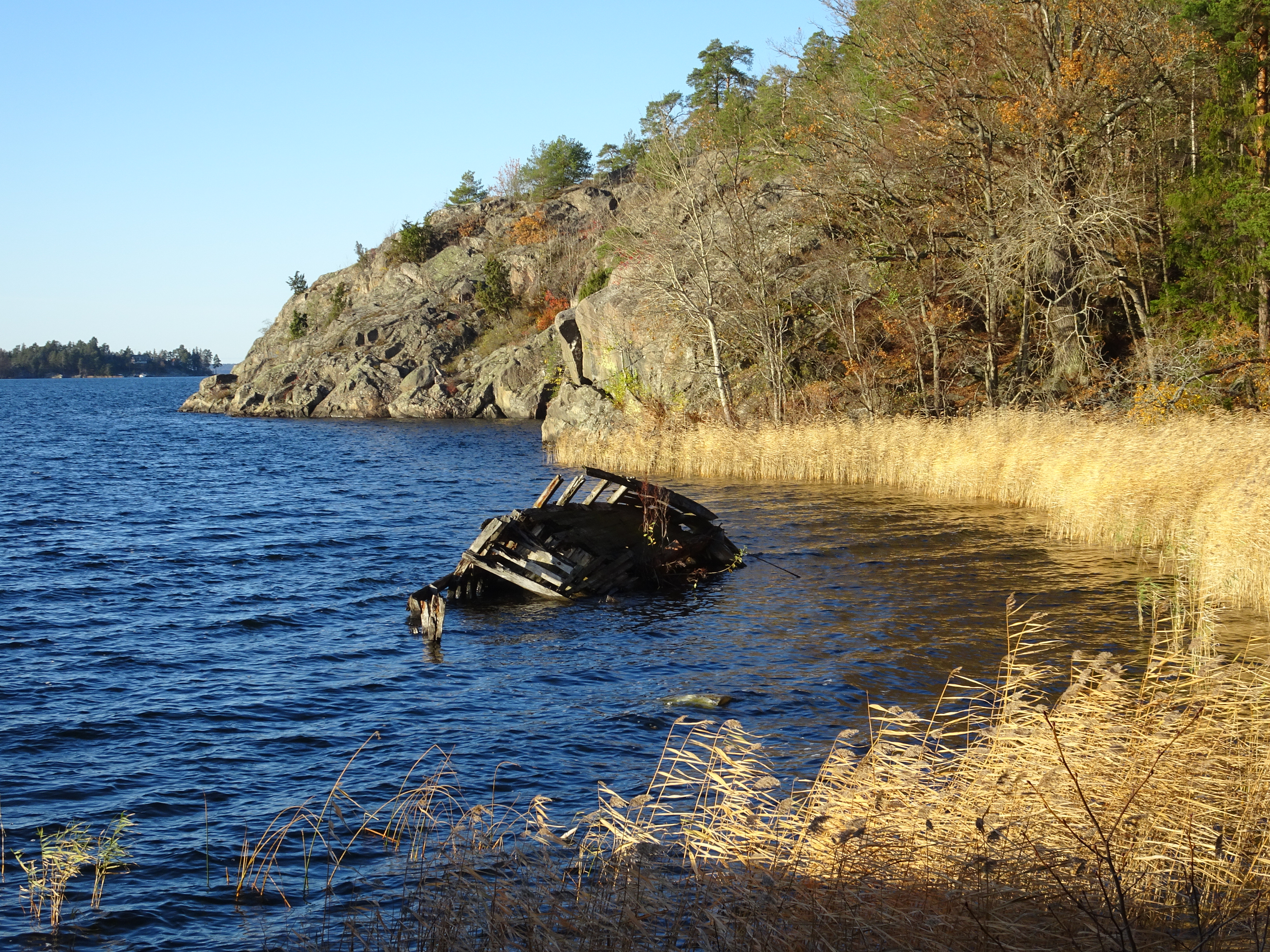
Gåsberget vy mot norr från Törndal.

Gåsberget är ett berg i södra Järfälla kommun i Stockholms län, 20 km nordväst om Stockholm. Gåsberget ligger vid Mälaren inom Görvälns naturreservat väster om kommundelen Viksjö.

## Beskrivning

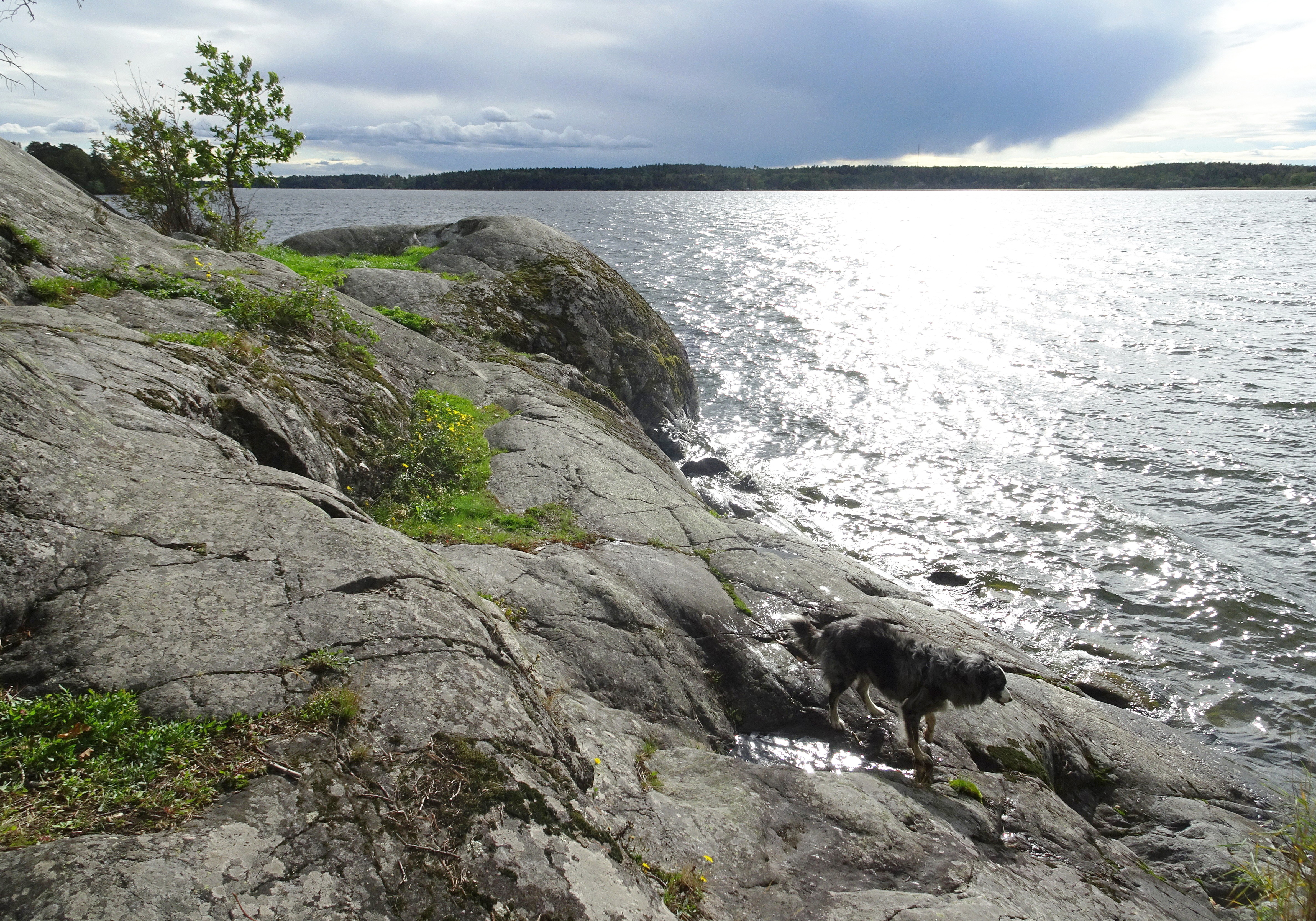
Gåsbergets klippor vy mot söder.

Gåsberget sträcker sig från Sandviks gård område i norr till kommungränsen vid Kyrkhamn i Hässelby i söder. Gåsberget mäter 55 meter över havet och är kommunens näst högsta berg, det högsta är Hummelmoraberget, som är 67,4 meter över havet.
Efter den senaste istiden steg dagens Järfälla upp ur det som då var hav. Hummelmorabergets topp visade sig först och sedan ett skärgårdslandskap inklusive Gåsberget, som dominerades av ädellövskog. Även om barrskogen har tagit överhanden idag, är både landskap och vegetation omväxlande. Mälarkusten vid Gåsberget har brant utformade bergsstup. Vid dess fot finns en kraftig storblockig rasbrant. Högre upp är kullarna skogklädda och öster om berget finns en dalgång med öppen mark. 
På Gåsberget är marken mycket näringsrik och här finns en för kommunen ovanlig flora, eftersom bergarten har inslag av den lättvittrade grönstenen. Några exempel på växter som trivs här är blodnäva, en art av näveväxter som är vildväxande i Sverige och dessutom en populär trädgårdsväxt, kruskalkmossa och stor blockmossa. Det finns ett område söder om Gåsberget med torrakor och lågor som är viktiga för hackspettar och vedlevande insekter. Lindträd växer vid sydvästbranten av berget och på gräsmarken framför borgen, norr om berget, växer en mycket gammal ek. Den gamla ekens innandöme är nästan helt borta.
Norr ifrån kommer man till Gåsberget med cykel eller till fots från Vattenverksvägen och Hummelmora. Från Hummelmora hage går en promenadstig till Sandviks gård, där det finns en liten badvik och rastställen. Söder ifrån kan Gåsberget nås på promenadstigar från Lövsta. Söder om berget, i närheten av det numera försvunna torpstället Törndal, finns två jättegrytor utbildade i urberget under senaste istiden.

## Gåseborg
På en höjd söder om Sandvik ligger fornborgen Gåseborg troligen från yngre järnåldern. Från borgen har man en vidsträckt utsikt över Mälaren och Mälaröarna. I befästningen utnyttjades den branta terräng som omger fornborgen. Borgen har kompletterats med jordvallar och dubbla kallmurar av imponerande omfång på de sidor där det är mindre brant. Gåseborg kan också ha varit förstärkt med träpalissader, vilket var fallet för många fornborgar av denna typ.